# Fosun Pharma
Shanghai Fosun Pharmaceutical (Group) Co., Ltd. (nom comercial: Fosun Pharma) és una empresa farmacèutica xinesa. És propietat majoritària de Fosun International. Fosun Pharmaceutical és copropietària de Sinopharm Industrial Investment (xinès: 国药 产业 投资), la companyia matriu de la companyia cotitzada Sinopharm Group (xinès: 国药 控股).
A partir de 2018, les accions A de la companyia formen part de l’índex SSE 180, així com del seu subíndex SSE MidCap. L'empresa es va classificar en el 1.840è lloc de l'edició Forbes Global 2000, una llista de les empreses més cotitzades del món.